# Uitwijk
Uitwijk (dialect: Uittik) is een dorp in de gemeente Altena in de Nederlandse provincie Noord-Brabant. Het is gelegen in het Land van Altena, dat vanouds tot het Graafschap Holland behoorde. Uitwijk behoorde tot de gemeente Almkerk en Uitwijk, vanaf 1879 samen met Emmikhoven en Waardhuizen tot Almkerk c.a., vanaf 1973 tot de gemeente Woudrichem en sinds 2019 is het ingedeeld in de gemeente Altena.

## Toponymie
Het woord -wijk komt van het Latijnse vicus dat dorp of woonplaats betekent. Met uit wordt de ligging aan de benedenloop (van de Alm bedoeld, dit in tegenstelling tot Rijswijk, dat duidt op de ligging aan de bovenloop.

## Geschiedenis
Uitwijk is gelegen op een donk. Deze hoger gelegen plaats was al in de Romeinse tijd bewoond. Omstreeks 800 werd Uitwijk voor het eerst genoemd in een document van het bisdom Utrecht. Omstreeks 1100 werd met de bouw van de kerk begonnen, en de toren kwam gereed in 1265. Het patronaatsrecht was in handen van de Proost van de Utrechtse Sint-Salvatorkerk.
Uitwijk was ook een heerlijkheid. In de 12e eeuw werd een houten mottekasteel genoemd. De kasteelheuvel stond later als Alversberg of Uitwijkse Heuvel bekend. Deze naam is waarschijnlijk afgeleid van de Alm die erlangs stroomde. Aangezien er geen baksteen werd aangetroffen, moet de burcht al vóór 1200 geen functie meer gehad hebben, maar wél zijn er sporen van bewoning tot in de 14e eeuw aangetroffen. De heuvel werd in 1915 geslecht, maar tot in de jaren 60 van de 20e eeuw was er nog enige verhoging in het landschap zichtbaar.
Omstreeks 1814 werd Uitwijk gemeentelijk ingedeeld bij Almkerk. Er woonden toen ongeveer 200 mensen. In 2010 zijn dat er ongeveer 400.
In de Tweede Wereldoorlog lag Uitwijk in een militaire linie, dat is ook te zien aan de betonnen bunkertjes die in de wijde omgeving in het landschap staan. Nog vaag te lezen op een oude woning nabij de rivier de Alm is de slogan 'Am Ende steht der deutsche Sieg'.

## Bezienswaardigheden

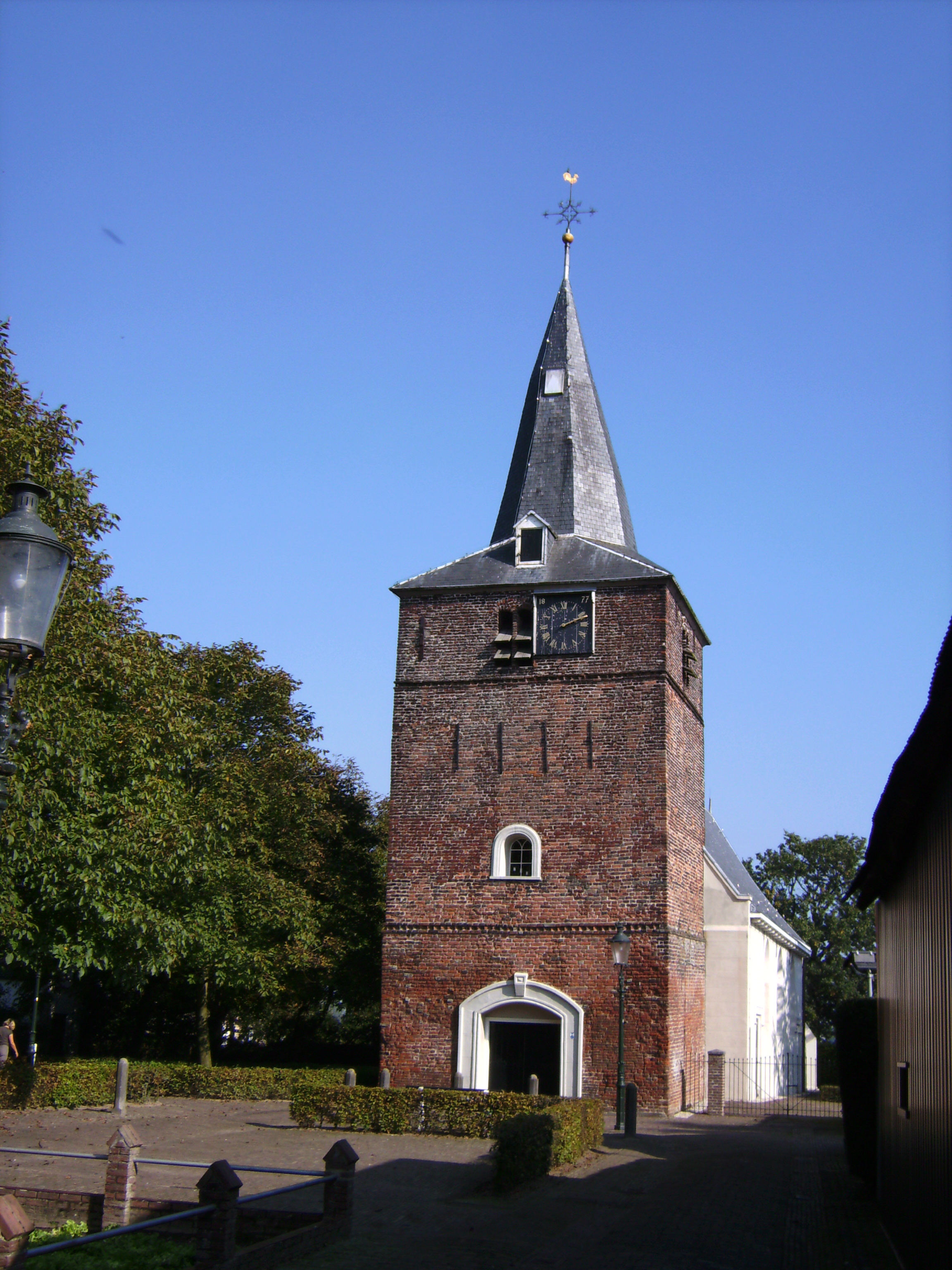
Uitwijk, Hervormde kerk

Het dorp bestaat uit een kleine oude kern met de kerk in het midden. Er is echter ook een nieuwbouwwijkje aangebouwd.
- Hervormde kerk, waarvan de oudste delen uit 1100 stammen.
- Langgevelboerderij aan Langstraat 15, uit 1650, met een 19e-eeuwse open houten wagenschuur op het erf.
- Bakstenen dorpspomp uit 2008, herplaatst nadat de voorganger door een vrachtauto vernield was. Enige maanden later werd de pomp opnieuw vernield, nu door aanrijding met paard en rijtuig. Daarna werd ze opnieuw hersteld, nu geflankeerd door een aantal paaltjes.

Zie ook
- Lijst van rijksmonumenten in Uitwijk
- Lijst van gemeentelijke monumenten in Uitwijk

## Natuur en landschap
De Alm, was vroeger een veel bredere Maasarm en is nu een waterloop die aan de oostrand van het dorp loopt. Om in het nabijgelegen Waardhuizen te komen moest men vroeger een veerpont gebruiken. Langs de Alm liggen wat moerasbosjes, en ten noordwesten van Uitwijk ligt het particulier landgoed Uitwijkse Veld, waarin zich nog een in onbruik geraakte eendenkooi bevindt. Voor het overige bestaat de omgeving van Uitwijk uit landbouwgebied op rivierklei.

## Bekende inwoners
- Hendrikus Colijn (1869-1944), koloniaal militair en politicus, groeide op in Uitwijk.

## Nabijgelegen kernen
Almkerk, Waardhuizen, Rijswijk, Woudrichem